# Cañar
Cañar é uma província do Equador localizada na região geográfica de Sierra. Sua capital é a cidade de Azogues. Em um censo de 2022, a província tinha 227 578 habitantes.
A província se destaca como um dos destinos turísticos mais importantes do país, destacando-se a Fortaleza de Ingapirca (ruínas da civilização Inca), a Lagoa de Culebrillas e a cidade de Azogues. 

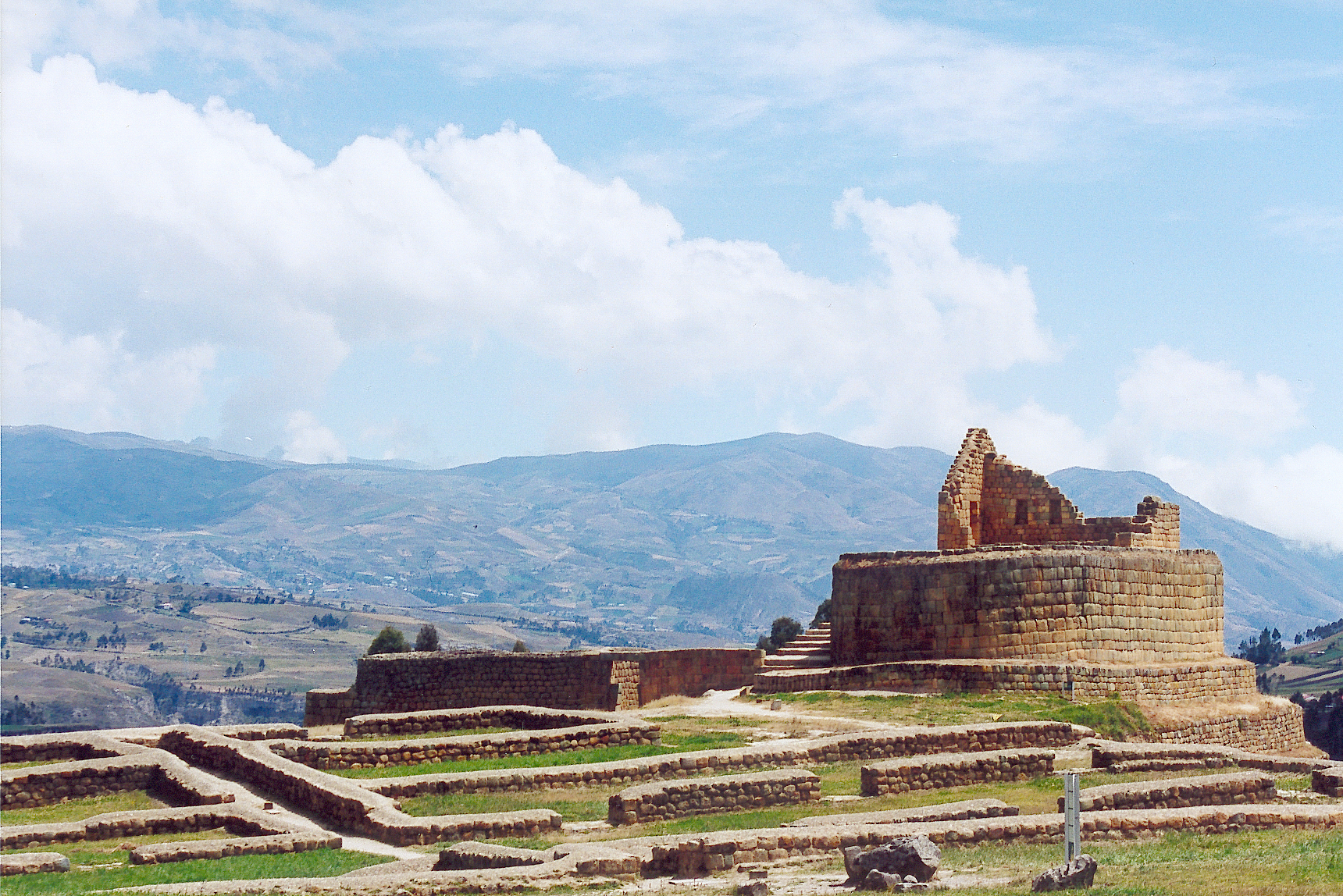
Fortaleza de Ingapirca

## Cantões
A província está dividida em 7 cantões (capitais entre parênteses):
1. Azogues (Azogues)
2. Biblián (Biblián)
3. Cañar (Cañar)
4. Déleg (Déleg)
5. El Tambo (El Tambo)
6. La Troncal (La Troncal)
7. Suscal (Suscal)